# Marie van Saksen-Altenburg

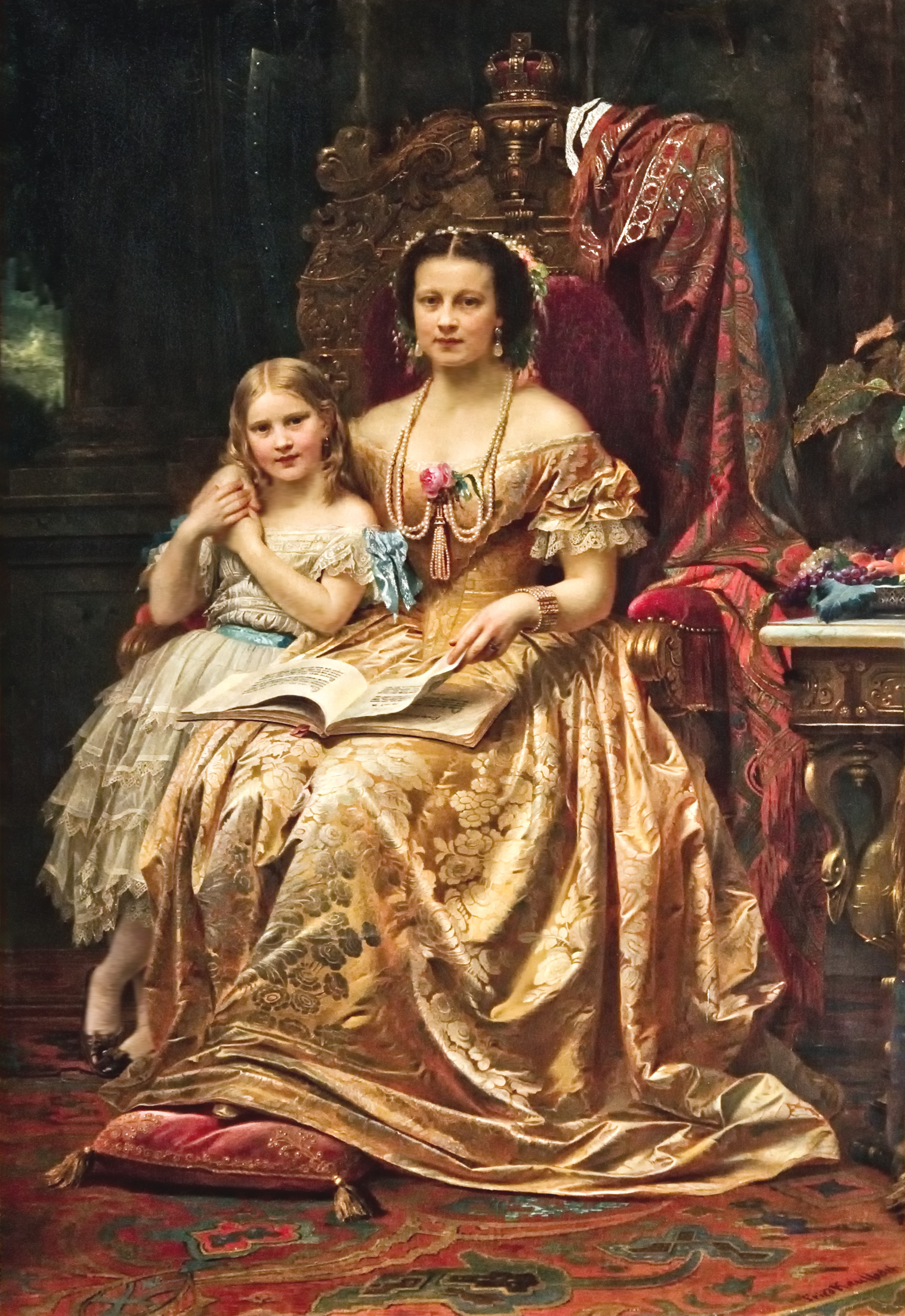
Koningin Marie van Hannover, met haar jongste dochter

Alexandrine Marie Catharina Charlotte Therese Henriëtte Louise Pauline Elisabeth Frederika van Saksen-Altenburg (Hildburghausen, 14 april 1818 – Gmunden, 9 januari 1907), Prinses van Saksen-Altenburg, was de oudste dochter van Jozef van Saksen-Altenburg en Amelie van Württemberg. 

## Huwelijk
Ze trouwde op 18 februari 1843 te Hannover, Duitsland, de blinde kroonprins George van Hannover, die in 1851 de troon van Hannover besteeg als George V. Het Duitse Schloss Marienburg is naar haar vernoemd; het werd haar door George V als zomerresidentie geschonken voor haar verjaardag. Marie heeft het kasteel slechts een jaar lang kunnen gebruiken: in 1867 volgde ze haar echtgenoot, die van de troon was gestoten, in ballingschap.
Marie en George kregen drie kinderen:
- Ernst August (1845-1923), 3e hertog van Cumberland, kroonprins van Hannover, gehuwd met de Deense prinses Thyra
- Frederika Sophie Marie Henriëtte Amelie Theresia(1848-1926), gehuwd met Alfons van Pawel-Rammingen
- Marie (Mary) Ernestine Josepha (1849-1904)

Ze stierf op 9 januari 1907 op 88-jarige leeftijd te Gmunden, in Oostenrijk.
Marie was een dame in de Spaanse Maria-Luisa-Orde.